# Tim Moore (homme politique)
Timothy Keith Moore (né le 2 octobre 1970) est un avocat et homme politique américain qui est le représentant des États-Unis pour le 14e district du Congrès de Caroline du Nord depuis 2025. Il a précédemment été président de la Chambre des représentants de Caroline du Nord de 2015 à 2025. Républicain, Moore représente le 111e district de la Chambre de l'État, qui comprend le comté de Cleveland. Moore est élu pour la première fois à la Chambre de l'État en 2002.

## Jeunesse et éducation
Moore nait le 2 octobre 1970 à Kings Mountain, en Caroline du Nord, dans la partie ouest de l'État. Il fréquente le lycée de Kings Mountain et, adolescent, Moore travaille à l'Assemblée générale de l'État en tant que page, puis fait un stage auprès d'un sénateur de l'État,.
Moore fréquente d'abord le Campbell College, où il rejoint les Républicains universitaires. Deux ans plus tard, il est transféré à l'Université de Caroline du Nord, où il obtient une licence en 1992. Il milite au sein du conseil étudiant des deux universités. Il porte plainte devant la Cour suprême étudiante de l'UNC pour obtenir l'adhésion de nouveaux membres au Congrès étudiant. En 1995, Moore obtient un diplôme de la faculté de droit de l'Université d'Oklahoma City.

## Carrière juridique et commerciale
En 1995, Moore rejoint un cabinet d'avocats à Shelby, dans le comté de Cleveland. Il ouvre son propre cabinet à Kings Mountain en 2009, représentant des entreprises et des particuliers.
En 2015, Moore est embauché par la Commission du comté de Cleveland en tant qu'avocat du comté, occupant ce poste simultanément avec son poste de président de la Chambre de l'État.
Moore est copropriétaire de 67 Motors, une entreprise de recyclage de métaux du comté de Forsyth.

## Carrière politique
À l'âge de 26 ans, Moore est élu président du Parti républicain du comté de Cleveland en 1997. La même année, il est également nommé au conseil des gouverneurs de l'UNC ; il est la plus jeune personne à être nommée à ce poste.

## Chambre des représentants de Caroline du Nord
Moore est élu pour la première fois à la Chambre des représentants de Caroline du Nord en 2002, après avoir battu le whip de la majorité à la Chambre des représentants, le représentant démocrate Andy Dedmon. Républicain conservateur convaincu, Moore passe ses quatre premiers mandats au sein du parti minoritaire, alors que les démocrates contrôlaient alors la Chambre. En 2010, les républicains prennent le contrôle de la Chambre et le président Thom Tillis nomme Moore au poste puissant de président du Comité du règlement, où il devient connu pour avoir brusquement interrompu de nombreux débats.
En tant que membre de l'équipe dirigeante républicaine à la Chambre des représentants, Moore contribue à l'adoption d'une « loi radicale visant à réduire les impôts des entreprises, à durcir les règles sur l'avortement et le vote, et à refuser d'étendre la couverture Medicaid à 500 000 habitants de Caroline du Nord non assurés ». Moore s'oppose au mariage homosexuel, soutient un amendement constitutionnel de l'État visant à interdire le mariage homosexuel en 2012 et se joint aux efforts juridiques pour défendre cette interdiction. Cependant, en 2017, lorsqu'un groupe de républicains les plus conservateurs de la Chambre des représentants propose une loi déclarant « nulle et non avenue » la décision de la Cour suprême des États-Unis dans l'affaire Obergefell c. Hodges (2015) (qui statue qu'il existe un droit constitutionnel au mariage homosexuel), Moore bloque l'avancement du projet de loi à la Chambre des représentants.
En 2014, Moore est l'un des plus grands collecteurs de fonds de campagne de la Chambre d'État. Son habileté à collecter des fonds pour le Parti républicain contribue à son élection comme président de la Chambre de Caroline du Nord en 2015.

### Président de la Chambre
En 2016, Moore parraine le projet de loi 2 de la Chambre des représentants, un projet de loi controversé interdisant aux personnes transgenres d'utiliser des toilettes conformes à leur identité de genre. Après que le ministère de la Justice américain ait déclaré que la législation violait la loi fédérale anti-discrimination et exigé que l'État cesse de l'appliquer, Moore a rejeté la position du ministère et accusé l'administration Obama de « harcèlement », déclarant : « La date limite est proche. Nous ne prendrons aucune mesure. ».
Moore s'oppose aux restrictions imposées au découpage électoral partisan en Caroline du Nord. Dans le cadre d'une action en justice contre ce type de découpage, Moore et son homologue du Sénat (le républicain Phil Berger) exhortent la Cour suprême des États-Unis à annuler la décision d'une juridiction inférieure déclarant inconstitutionnel le découpage électoral partisan des circonscriptions de Caroline du Nord,.
En 2018, Moore remporte un troisième mandat en tant que président de la Chambre des représentants.
En 2018, à la suite d'une fusillade de masse au lycée Stoneman Douglas de Parkland, en Floride, Moore crée un comité spécial de la Chambre des représentants de Caroline du Nord sur la sécurité scolaire. Moore rejette les propositions démocrates visant à discuter de modifications des lois sur les armes à feu bloquant les propositions de contrôle des armes à feu.
En 2019, une controverse éclate après la révélation de courriels montrant qu'en 2016, un assistant de haut rang de Moore a correspondu avec le Département de la qualité de l'environnement de Caroline du Nord (DEQ) au sujet d'une usine de transformation de poulet de Siler City, co-détenue par Moore, qui était proposée à la vente,. À la demande de l'assistant, le DEQ approuve la participation de l'usine à un programme de subventions de l'État qui fournit 22 000 $ pour la réparation d'un réservoir de stockage souterrain qui fuyait. La révélation incite la Campaign for Accountability à déposer une plainte auprès de la Commission d'éthique de l'État de Caroline du Nord,. Moore nie avoir eu connaissance des courriels. Une plainte antérieure contre Moore concernant l'usine de poulet de Siler City a été rejetée en 2018. Le Conseil des élections et de l'éthique de l'État de Caroline du Nord a examiné la plainte et les informations issues de l'enquête du personnel et vote à l'unanimité le rejet de la plainte à l'issue de son enquête.
En 2019, le gouverneur démocrate Roy Cooper oppose son veto au budget de l'État. Le matin du 11 septembre 2019, lors d'une session législative programmée, Moore convoque un vote pour annuler le veto du budget de l'État. Ce vote est adopté par 55 voix contre 9. Près de la moitié des membres étaient absents lors du vote, la plupart étant des démocrates. Les démocrates de la Chambre des représentants de l'État ont été vivement irrités par la décision des républicains, affirmant que Moore et d'autres dirigeants républicains de la Chambre avaient assuré qu'aucun vote ne serait organisé pendant la session matinale. Moore défend le vote et déclare qu'il n'a fait aucune promesse qu'aucun vote n'aurait lieu.
En 2021, une nouvelle 14e circonscription est créée, incluant le comté de Cleveland, où réside Moore. Alors que Moore est pressenti pour briguer ce siège, il annonce son retrait après l'annonce de sa candidature par Madison Cawthorn. Moore indique qu'il briguerait un autre mandat à la Chambre des représentants.

## Congrès américain
Tim Moore annonce sa candidature au Congrès fin 2023 pour représenter la nouvelle circonscription de Caroline du Nord (NC-14). Il remporte l'élection face à la démocrate Pam Genant, devenant ainsi représentant élu de la NC-14. Moore prête serment le 3 janvier 2025.
Moore succède à Jeff Jackson, qui n'a pas cherché à se faire réélire et s'est présenté avec succès au poste de procureur général de Caroline du Nord après que le redécoupage ait rendu son district nettement plus républicain.
En janvier 2025, le président Donald Trump nomme Moore pour siéger à un conseil d'administration chargé d'enquêter sur la réponse de la FEMA aux catastrophes suite à l'ouragan Helene.

## Vie privée
Moore a deux fils. Il est membre de la First Baptist Church of Kings Mountain, qui est membre de la Southern Baptist Convention.